# Belt Hill Conservation Park
Belt Hill Conservation Park är en park i Australien. Den ligger i delstaten South Australia, omkring 320 kilometer sydost om delstatshuvudstaden Adelaide.
Runt Belt Hill Conservation Park är det mycket glesbefolkat, med 7 invånare per kvadratkilometer.. Närmaste större samhälle är Millicent, omkring 17 kilometer sydost om Belt Hill Conservation Park. 
Trakten runt Belt Hill Conservation Park består till största delen av jordbruksmark. Genomsnittlig årsnederbörd är 870 millimeter. Den regnigaste månaden är juli, med i genomsnitt 146 mm nederbörd, och den torraste är februari, med 14 mm nederbörd.